# Erigeron vagus
Erigeron vagus es una planta herbácea de la familia de las asteráceas.

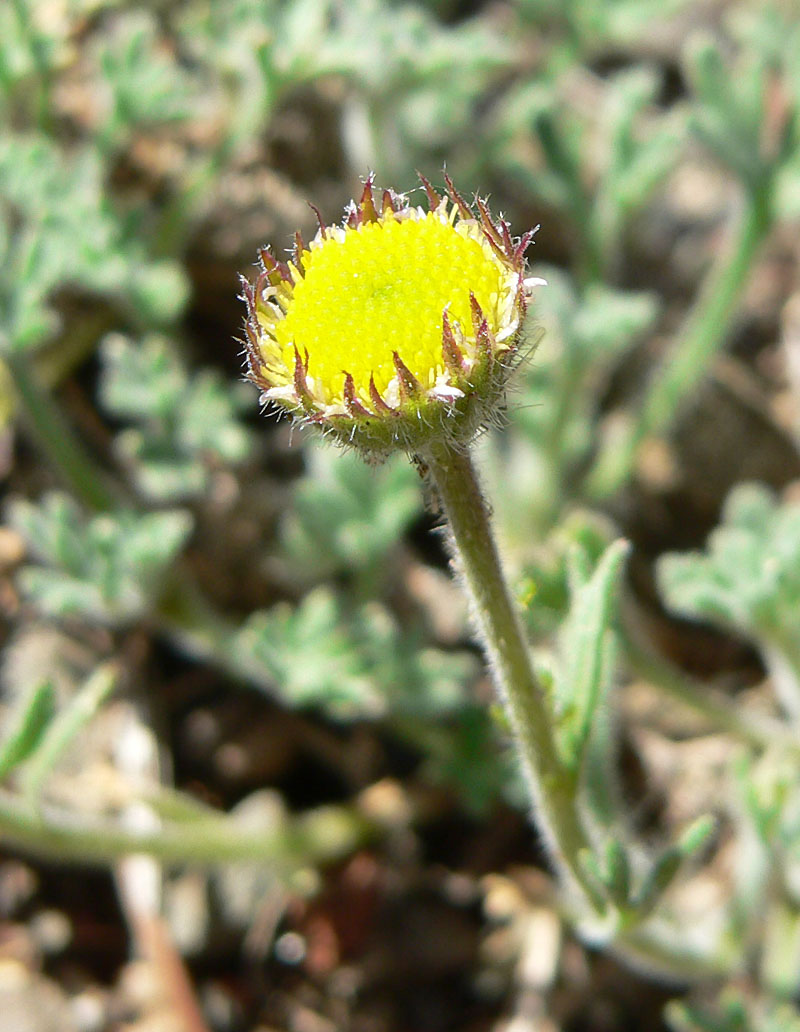
Vista de la planta con flor

## Distribución y hábitat
Esta flor salvaje de la montaña es nativa de los picos del oeste de Estados Unidos desde California a Colorado, donde vive en las pistas y taludes alpinos.

## Descripción
Es una pequeña margarita perenne que alcanza una altura máxima de unos cinco centímetros. Su tallo y pequeño parche de hojas basales son peludas. La inflorescencia tiene una sola cabeza de  flor con peludos filarios de color púrpura. La corola es de menos de un centímetro de ancho, con un centro de floretes del disco de color amarillo oro y de 25 a 35 lígulas de color rosa claro a  blancas alrededor del borde.

## Taxonomía
Erigeron vagus fue descrita por Edwin Blake Payson y publicado en University of Wyoming Publications in Science. Botany 1(6): 179–181, f. 16. 1926.
Etimología
Erigeron: nombre genérico que deriva de las palabras griegas: eri = "temprano" y geron =  "hombre viejo", por lo que significa "hombre viejo en la primavera", en referencia a las cabezas de semillas blancas mullidas y la floración temprana y fructificación de muchas especies.
vagus: epíteto latíno que significa "errante, inestable".